# أم والي
أم والي قرية في ناحية قرى مركز المخرم التابعة لمنطقة المخرم في محافظة حمص في سورية.